# Oryx leucoryx
El órix u órice de Arabia  (Oryx leucoryx) es una especie de mamífero artiodáctilo de la familia Bovidae. Es la menor de las cuatro especies de órices y la que en mayor peligro de extinción se encuentra. También se le denomina, junto al órix de cuernos de cimitarra (Oryx dammah), órix blanco, debido al color de su pelaje. No se reconocen subespecies.

## Descripción

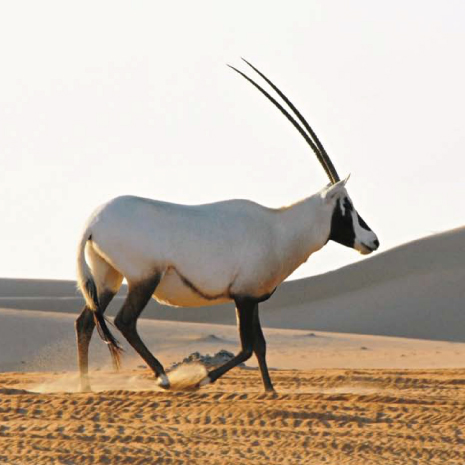
Órix de Arabia en Emiratos Árabes Unidos.

Se trata de un animal típicamente desértico por su color blanco, salvo por las patas, el mechón de la cola y la máscara facial típica del género, también presente en otras especies desérticas. Ambos sexos están armados con cuernos negros, anillados, largos y rectos, ligeramente inclinados hacia atrás, que constituyen un defensa formidable.

## Comportamiento

### Reproducción
La época de reproducción tiene lugar entre mayo y diciembre y generalmente tiene una única cría. El periodo de gestación suele ser de unos 240 días y tras unas 10 semanas las crías son destetadas.

### Alimentación
Es un animal ramoneador y pastador de plantas suculentas, bulbos, frutos y brotes de tamarindos, además puede prescindir de agua durante algunas semanas.

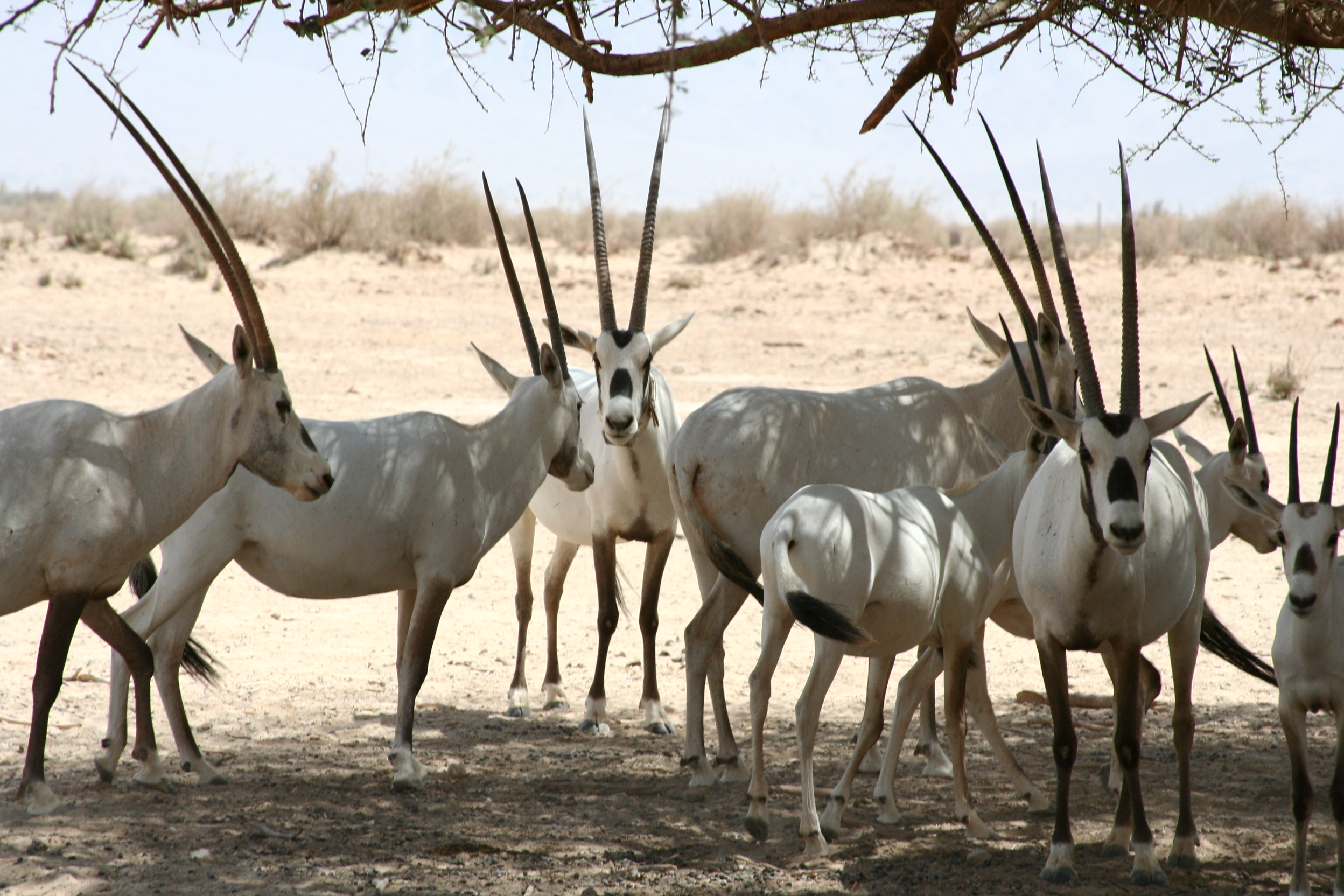
Rebaño en Israel.

## Distribución y conservación
Su área de distribución abarcaba toda la península arábiga y el Sinaí, pero tras la Primera Guerra Mundial, su número descendió notablemente, siendo objeto de una caza abusiva efectuada incluso desde aviones. A principios de los años 70 se extinguió en estado salvaje, siendo preservado en zoológicos y reservas privadas, para ser reintroducido de nuevo a su hábitat desde principio de la década de los 80 en Arabia y Omán. Su estado actual, aunque crítico, se mantiene estable. 
Desapareció totalmente durante la década de 1960 por culpa de la caza: según parece, su carne otorgaba mucha fuerza a quien lo consumía. Algunos animales capturados en extremos y cruzados con otros ejemplares procedentes de parques zoológicos permitieron reconstituir un rebaño. En 1982 fue reintroducido en Omán donde se generó el Santuario del Oryx árabe, inscrita en el año 1994 en el Patrimonio de la Humanidad de la Unesco por el criterio x, y en 2007 se retiró el bien de dicha lista, en respuesta a la decisión unilateral de Omán de reducir el 90% de la superficie de la zona protegida. En 1984, el órix de Arabia pudo ser reintroducido en su país de origen, donde hoy encontramos algunos rebaños.